# محوطه اما
محوطه اما مربوط به دوره ساسانیان تا سده‌های اولیه دوران‌های تاریخی پس از اسلام است و در شهرستان مهران، بخش ملکشاهی، دهستان گچی، ۱ کیلومتری جنوب شرق روستای اما واقع شده و این اثر در تاریخ ۲۲ آبان ۱۳۸۶ با شمارهٔ ثبت ۱۹۹۲۹ به‌عنوان یکی از آثار ملی ایران به ثبت رسیده است.